# Aeropteryx gibba
Aeropteryx gibba är en insektsart som beskrevs av Edgar F. Riek 1976. Aeropteryx gibba ingår i släktet Aeropteryx och familjen myrlejonsländor. Inga underarter finns listade i Catalogue of Life.